# Marjorie Silver
Marjorie P. Silver (* 4. April 1926 in Boston als Marjorie Pinsly; † 9. März 2014 in New York City als Marjorie Smith) war eine US-amerikanische Unternehmerin, die über die von ihr gehaltene Pinsly Railroad Company mehrere regionale Bahngesellschaften (Short Lines) betrieb. Sie war in den 1970er- und 1980er-Jahren unter den ersten Frauen in der Geschäftsführung amerikanischer Schienenverkehrsunternehmen.

## Leben
Marjorie Silver wuchs als einziges Kind von Samuel M. Pinsly und Jessie Salzberg in Massachusetts auf. Ende der 1940er-Jahre heiratete sie Harold Eliot Levine, mit dem sie drei Söhne und eine Tochter bekam. Levine begann für das Unternehmen seines Schwiegervaters, die Pinsly Railroad Company, zu arbeiten. In den 1950er-Jahren übernahm er schrittweise Führungsaufgaben, um den Familienbetrieb mittelfristig zu übernehmen, während seine Frau – ähnlich wie ihre Mutter Jessie Salzberg – nach dem Willen von Samuel Pinsly keine aktive Rolle im Unternehmen einnahm. Als sich das Ehepaar Levine allerdings Mitte der 1960er-Jahre trennte, trat Marjorie Pinsly anstelle ihres ex-Mannes 1965 in die Pinsly Railroad Company ein. In den folgenden Jahren führte sie, in zweiter Ehe unter dem Namen Marjorie Silver, die Firmengruppe mit ihrem Vater.
In den 1970er-Jahren übernahm Marjorie Silver schrittweise die operative Geschäftsführung und nach dem Tod von Samuel Pinsly am 3. Juli 1977 den Vorsitz des Unternehmens. Sie war unter den ersten Frauen, die leitende Positionen in der amerikanischen Schienenverkehrsbranche einnahmen. Ab 1979 war sie zudem als erste Frau im Vorsitz der Interessensvertretung American Short Line and Regional Railroad Association. Die Pinsly Railroad Company baute unter ihrer Führung mehrere neue Bahngesellschaften in Arkansas und Florida auf, die durch die mit dem Staggers Rail Act eingeleitete Deregulierung regionale Bahnstrecken größerer Gesellschaften übernehmen konnten.
Im Jahr 2000 übergab Silver die Position des Geschäftsführers (President) der Pinsly Railroad Company an ihren Sohn John Levine, blieb aber weiterhin Vorsitzende (Chairman and CEO). Zu Beginn des 21. Jahrhunderts nahm sie den Nachnamen ihres dritten Ehemanns Robert Smith an, den sie Ende der 1980er-Jahre geheiratet hatte. Smith starb am 9. März 2014 in New York City.